# 1924 у кіно

## Події
- У квітні в Лос-Анджелесі заснована медіакомпанія Metro-Goldwyn-Mayer.

## Фільми
- Багдадський злодій
- Кабінет воскових фігур
- Нібелунги
- Руки Орлака

## Персоналії

### Народилися
- 4 січня — Леннікова Тетяна Іванівна, радянська, російська акторка театру і кіно.
- 9 січня:
  - Задніпровський Михайло Олександрович, український актор.
  - Параджанов Сергій Йосипович, український та вірменський кінорежисер, сценарист, композитор українсько-вірменського походження.
- 16 січня — Давидов Владлен Семенович, радянський і російський артист театру і кіно (пом. 2012).
- 31 січня — Тенгіз Абуладзе, радянський грузинський кінорежисер, народний артист СРСР, лауреат Ленінської премії.
- 6 лютого:
  - Іво Гаррані, італійський актор.
  - Грудинін Валентин Гурійович, російський радянський та український радянський актор театру і кіно.
- 19 лютого — Лі Марвін, американський кіноактор.
- 15 березня:
  - Вальтер Готелл, німецький актор.
  - Самойлов Володимир Якович, радянський, український та російський актор.
- 19 березня — Куліджанов Лев Олександрович, радянський і російський кінорежисер, сценарист, педагог.
- 25 березня — Мачіко Кьо, японська акторка.
- 28 березня — Фредді Бартолом'ю, британський дитина-актор.
- 3 квітня — Марлон Брандо, американський актор театру і кіно.
- 13 квітня — Стенлі Донен, американський кінорежисер, продюсер і хореограф.
- 14 квітня — Філіп Стоун, англійський актор.
- 26 квітня — Самсонова Надія Василівна, радянська кіноакторка.
- 28 квітня — Донатас Баніоніс, народний артист Литовської РСР (1973), народний артист СРСР (1974).
- 1 травня:
  - Бурлакова Віра Миколаївна, радянська акторка театру і кіно.
  - Давид Абашидзе, грузинський радянський актор та режисер.
- 10 травня — Зеленецький Борис Васильович, радянський, український кінорежисер.
- 15 травня — Міньковецький Ілля Соломонович, радянський і російський кінооператор.
- 22 травня — Шарль Азнавур, французький шансоньє, поет, композитор, актор.
- 7 червня — Мелік Дадашев, азербайджанський актор.
- 25 червня — Сідні Люмет, американський режисер, продюсер, сценарист, актор (пом. 2011).
- 2 липня — Іванов Володимир Миколайович, радянський актор театру та кіно.
- 4 липня — Ева Мері Сейнт, американська акторка.
- 9 липня:
  - Крєпкогорська Муза Вікторівна, радянська та російська акторка.
  - Іванов Володимир Миколайович, радянський актор театру та кіно.
- 19 липня — Пет Гінгл, американський актор.
- 1 серпня — Вєтров Ігор Олександрович, український і радянський актор і кінорежисер.
- 15 серпня — Роберт Болт, британський сценарист, драматург, режисер та актор.
- 27 серпня — Дорда Ніна Іллівна, радянська і російська естрадна співачка, сопрано.
- 5 вересня — Ріккардо Куччолла, італійський театральний та кіноактор (пом. 1999).
- 13 вересня — Моріс Жарр, французький композитор, автор саундтреків до багатьох фільмів.
- 16 вересня:
  - Рауль Кутар, французький кінооператор і режисер.
  - Лорен Беколл, американська акторка кіно та театру, фотомодель, удостоєна премії «Оскар» за видатні заслуги в кінематографі (пом. 2014).
- 29 вересня — Маріна Берті, італійська кіноакторка (пом. 2002).
- 10 жовтня — Ед Вуд, американський сценарист, режисер, продюсер, актор, письменник та спеціаліст з монтажу фільмів.
- 14 жовтня — Стриженова Маріанна Олександрівна, радянська акторка театру і кіно.
- 18 жовтня — Жорж Жере, французький актор кіно, театру та телебачення (пом. 1996).
- 19 жовтня — Полежаєв Сергій Олександрович, радянський і російський актор театру і кіно.
- 30 жовтня — Володимир Гуляєв, актор театру і кіно, заслужений артист РРФСР (1976).
- 10 грудня — Єршов Михайло Іванович, радянський кінорежисер і сценарист.
- 11 грудня — Мигулько Віктор Васильович, радянський і український художник театру і кіно.
- 12 грудня — Каплан Ісаак Михайлович, радянський і російський художник-постановник кіно.
- 14 грудня — Гоаріна Гаспарян, вірменська оперна співачка, народний артист СРСР.
- 17 грудня — Коберідзе Отар Леонтійович, грузинський актор, кінорежисер і сценарист.
- 19 грудня — Едмунд Пурдом, британський актор театру та кіно.
- 23 грудня — Водяной Михайло Григорович, український артист оперети, конферансьє, театральний режисер, актор кіно.

### Померли
- 22 березня — Луї Деллюк — французький сценарист, режисер і теоретик кіно.
- 20 травня — Йосип Тимченко — український механік-винахідник, фактично — першовідкривач кіно.